# Gruben (Klipphausen)

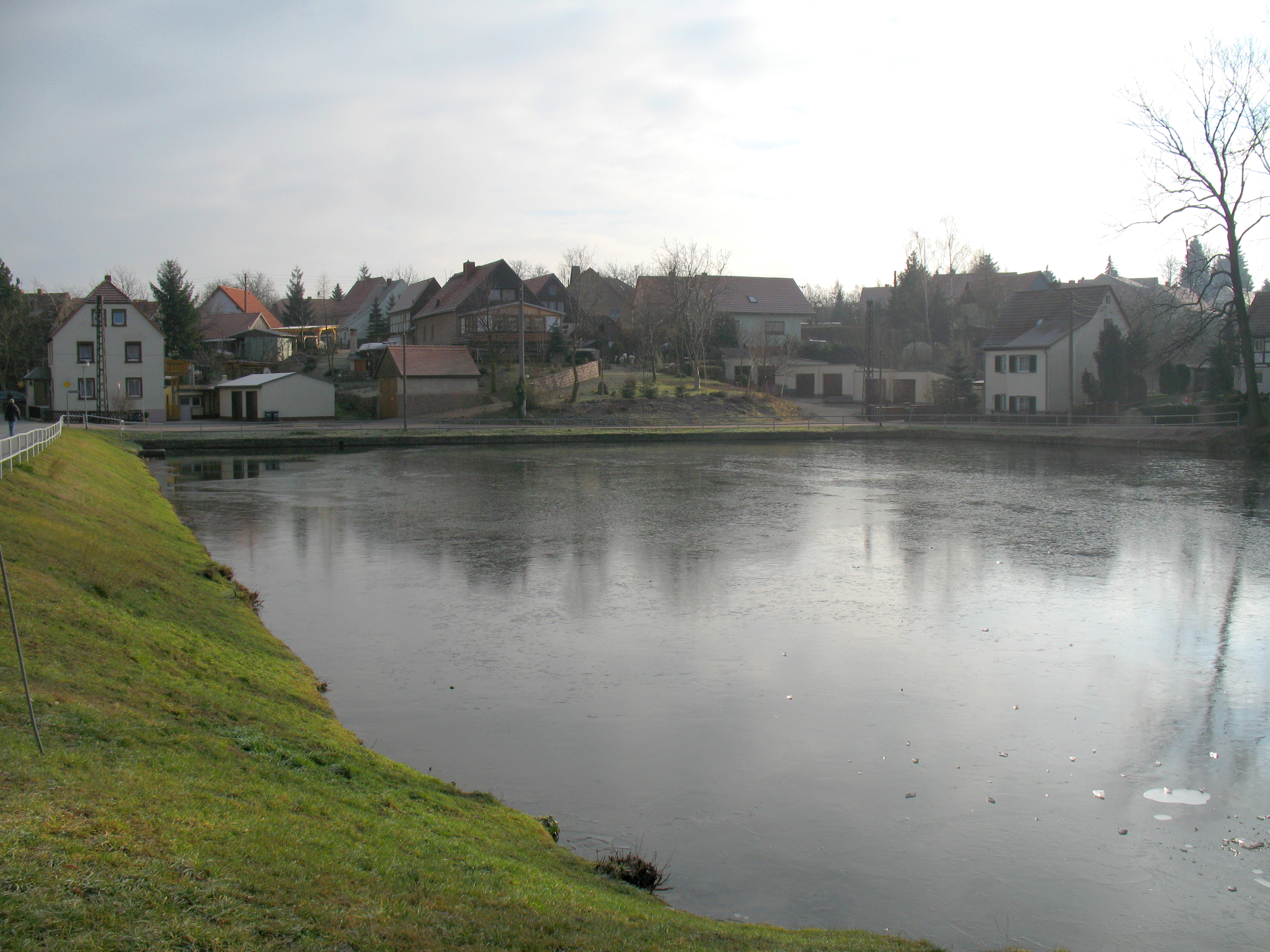
Blick über den Grubenteich auf das früher Gruben genannte Dorf, das heutige Scharfenberg

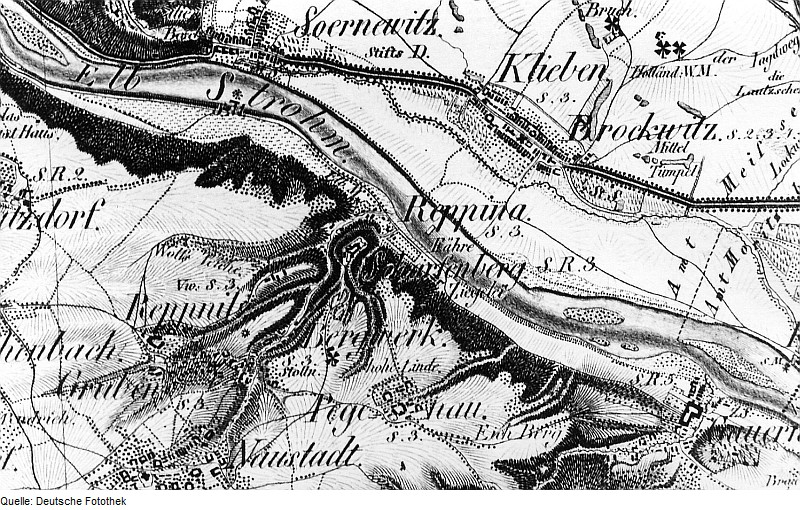
Gruben auf einer Karte aus dem 19. Jahrhundert

Gruben war der Name des Dorfes, das seit 1920 Scharfenberg heißt und in der gleichnamigen Ortschaft liegt, die zur Gemeinde Klipphausen im Landkreis Meißen in Sachsen gehört.

## Geographie
Als Gruben wurde der zentrale Teil des südöstlich von Meißen im Meißner Hochland gelegenen Dorfes Scharfenberg bezeichnet. Benachbarte Siedlungen des früheren Gruben sind Naustadt im Süden, Bergwerk im Osten und Reppnitz im Nordwesten. Zwei Kilometer weiter nördlich, jedoch schon auf der anderen Seite der Elbe, befindet sich der heutige Coswiger Ortsteil Sörnewitz.

## Geschichte
Der Ortsname Gruben steht, wie der des Nachbarortes Bergwerk, in Zusammenhang mit dem seit dem Mittelalter um Scharfenberg betriebenen Bergbau. Erstmals urkundlich erwähnt wurde die Ortsbezeichnung 1294 als „de argentifodinis sive montibus circa Scharfenberg“, 1350 taucht sie als „Grubin“ auf. Der Ort Gruben entstand erst viel später als unregelmäßige Häuslersiedlung in der Gemarkung Reppnitz und findet 1764 Erwähnung. Verwaltet wurde das Dorf vom Erbamt Meißen. Die Grundherrschaft übten die Herren von Schloss Scharfenberg aus. Nach dem Dorf benannt war eine im 19. Jahrhundert entstandene Landgemeinde, die neben Gruben selbst auch Bergwerk, Reppina, Pegenau, Reppnitz und Schloss Scharfenberg umfasste. Nach diesem Schloss benannte sich die Gemeinde im Jahr 1920 in Scharfenberg um. Sie wurde am 1. Januar 1999 nach Klipphausen eingemeindet.

### Einwohnerentwicklung
| Jahr | Einwohner          |
| ---- | ------------------ |
| 1764 | siehe Reppnitz     |
| 1786 | 16 Häusler         |
| 1834 | 482                |
| 1871 | 617                |
| 1890 | 793                |
| 1910 | siehe Scharfenberg |